# Nucina dispar
Nucina dispar is een hooiwagen uit de familie Triaenonychidae.